# Бред Ренфро
Бред Ренфро (англ. Brad Renfro; нар. 25 липня 1982, Ноксвілл, Теннессі, США — пом.15 січня 2008, Лос-Анджелес, Каліфорнія, США) — американський актор.

## Біографія
Бред Ренфро народився в місті Ноксвілл, Теннессі, США в сім'ї працівника фабрики. Після розлучення батьків вихованням хлопчика займалась бабуся, яка була секретарем у церкві. Мати одружилася знову та переїхала в Мічиган. З того часу Бред бачився з нею рідко.
Двадцятип'ятирічного актора знайшли мертвим 15 січня 2008. Причиною смерті стало передозування героїном.

## Кар'єра
Дебютував у кіно в дванадцятирічному віці, зігравши разом з Сьюзен Серендон у драматичному трилері «Клієнт». Роль була успішна та принесла юнаку нові запрошення для зйомок. Вже наступного року виходить дві стічки з Бредом: «Пригоди Тома Сойєра» та «Ліки».  У кримінальній драмі Баррі Левінсона «Ті, що сплять» зіграв головного персонажа Майкла Саллівана (Бред Пітт) у юності. 
У 1998 вийшла стрічка заснована на однойменному творі Стівена Кінга «Здібний учень». Бред виконав головну роль учня Тодда, який знайшов нацистського злочинця (Ієн Маккеллен). За роботу в фільмі актор отримав нагороду Міжнародного Токійського кінофестивалю.
У 2000-х у актора були ролі другого плану в стрічках «Садист», «Світ примар», «Піджак» та інших. Останньою роботою Ренфро стала в стрічці Грегора Джордона «Інформатори».

## Особисте життя
У актора народився незапланований син Ямато, який проживає з матір'ю в Японії.

## Фільмографія

### Фільми
| Рік  | Назва                        | Оригінальна назва               | Роль                | Примітки             |
| ---- | ---------------------------- | ------------------------------- | ------------------- | -------------------- |
| 1994 | «Клієнт»                     | The Client                      | Марк Свей           |                      |
| 1995 | «Пригоди Тома Сойєра»        | Tom and Huck                    | Гекльберрі Фінн     |                      |
| 1995 | «Ліки»                       | The Cure                        | Ерік                |                      |
| 1996 | «Ті, що сплять»              | Sleepers                        | юний Майкл Салліван |                      |
| 1997 | «Як брехати в Америці»       | Telling Lies in America         | Качі Джонас         |                      |
| 1998 | «Здібний учень»              | Apt Pupil                       | Тодд Боуден         |                      |
| 1999 | «2 маленьких, 2 пізніх»      | 2 Little, 2 Late                | Джиммі Волш         |                      |
| 2000 | «Дітям до 16»                | Skipped Parts                   | Дотан Телбот        |                      |
| 2001 | «Теорія бездіяльного класу»  | The Theory of the Leisure Class | Біллі               |                      |
| 2001 | «Літні забави»               | Happy Campers                   | Вічита              |                      |
| 2001 | «Садист»                     | Bully                           | Марті Пуччио        |                      |
| 2001 | «Коледж»                     | Tart                            | Вільям Селлерс      |                      |
| 2001 | «Світ примар»                | Ghost World                     | Джош                |                      |
| 2002 | «Американська дівчинка»      | American Girl                   | Джей Грабб          |                      |
| 2002 | «Дикі біси»                  | Deuces Wild                     | Боббі               |                      |
| 2003 |                              | Citizen Tony                    | Торен               | телефільм; озвучення |
| 2003 | «Останній контакт»           | The Job                         | Трой Ріверсайд      |                      |
| 2004 | «Мумія: Приречені»           | Mummy an' the Armadillo         | Вайтт               |                      |
| 2005 | «Піджак»                     | The Jacket                      | незнайомець         |                      |
| 2005 | «Нальотчики з Голлівуда»     | Hollywood Flies                 | Джемі               |                      |
| 2006 | «Перехрестя Десятої і Вульф» | 10th and Wolf                   | Вінсент             |                      |
| 2008 | «Інформатори»                | The Informers                   | Джек                |                      |

### Серіали
| Рік  | Назва                              | Оригінальна назва            | Роль  | Примітки            |
| ---- | ---------------------------------- | ---------------------------- | ----- | ------------------- |
| 2000 | «Канікули»                         | Recess                       |       | озвучення; 1 епізод |
| 2006 | «Закон і порядок: Злочинні наміри» | Law & Order: Criminal Intent | Дуейн | 1 епізод            |